# Go-Sakuramachi
Keizerin Go-Sakuramachi (後桜町天皇, Go-Sakuramachi-tennō, 23 september 1740 – 24 december 1813) was de 117e keizer van Japan, volgens de traditionele volgorde. Ze was de achtste en tot dusver laatste vrouw in deze positie. Ze regeerde van 1762 tot 1771.

## Genealogie
Go-Sakuramachi was vernoemd naar haar vader, de voormalige keizer Sakuramachi. Het voorvoegsel go- (後), kan worden vertaald als “later” of “tweede”, waardoor haar naam vrij vertaald “Sakuramachi de tweede” betekent. Haar persoonlijke naam (imina) was Toshiko (智子). Haar titel voor ze keizerin werd was aanvankelijk Isa-no-miya (以茶宮) en later Ake-no-miya (緋宮).
Go-Sakuramachi was de tweede dochter van keizer Sakuramachi. Haar moeder was Nijō Ieko (二条 舎子). Ze was tevens halfzus van keizer Momozono. Zelf kreeg ze geen kinderen.

## Leven
Go-Sakuramachi kon de troon erven dankzij een bevel van haar broer, wiens eigen zoon (de latere keizer Go-Momozono) nog maar vijf jaar oud was ten tijde van zijn overlijden. Bij haar troonsbestijging werd ze de eerste keizerin in 119 jaar tijd. De vorige was keizerin Meisho.
Go-Sakuramachi kon de troon bezitten tot haar neefje oud genoeg zou zijn om tot keizer gekroond te worden. In 1771 trad ze af ten gunste van hem. Go-Momozomo’s regeerperiode was echter maar van korte duur. Hij stierf na 9 jaar zonder erfgenamen. Hierop raadpleegde Go-Sakuramachi de raadgevers en andere hofleden om prins Morohito, de zesde zoon van prins Kan'in-no-miya Sukehito (閑院宮典仁), te laten adopteren door Go-Momozono (op zijn sterfbed) zodat deze de troon kon erven. Hierdoor schoof de keizerlijke lijn op naar een andere tak van de familie. Go-Sakuramachi werd zelf hierna raadgeefster van de nieuwe keizer.
Go-Sakuramachi stierf uiteindelijk in 1813 op 73-jarige leeftijd. Ze liet een boek na getiteld Kinchū-nenjū no koto (禁中年中の事), bestaande uit gedichten, keizerlijke brieven, keizerlijke kronieken en andere informatie.

## Perioden
Go-Sakuramachi’s regeerperiode omvat de volgende tijdsperioden van de Japanse geschiedenis:
- Hōreki (1751-1764)
- Meiwa (1764-1772)

* Regent Jingu staat niet op de traditionele lijst.